# Castillo y murallas de Chodos/Xodos
El castillo y murallas de Chodos, en la comarca del Alcalatén, en la provincia de Castellón, es un castillo, también conocido con la denominación de Castillo, Torre y murallas (El Callis), que se encuentra en el centro de la población de Chodos. Como todo castillo está catalogado, por declaración genérica, como Bien de Interés Cultural y presenta número de anotación ministerial: 28378, y fecha de anotación: 28 de noviembre de 2011, según consta en la Dirección General de Patrimonio Artístico de la Generalidad Valenciana.

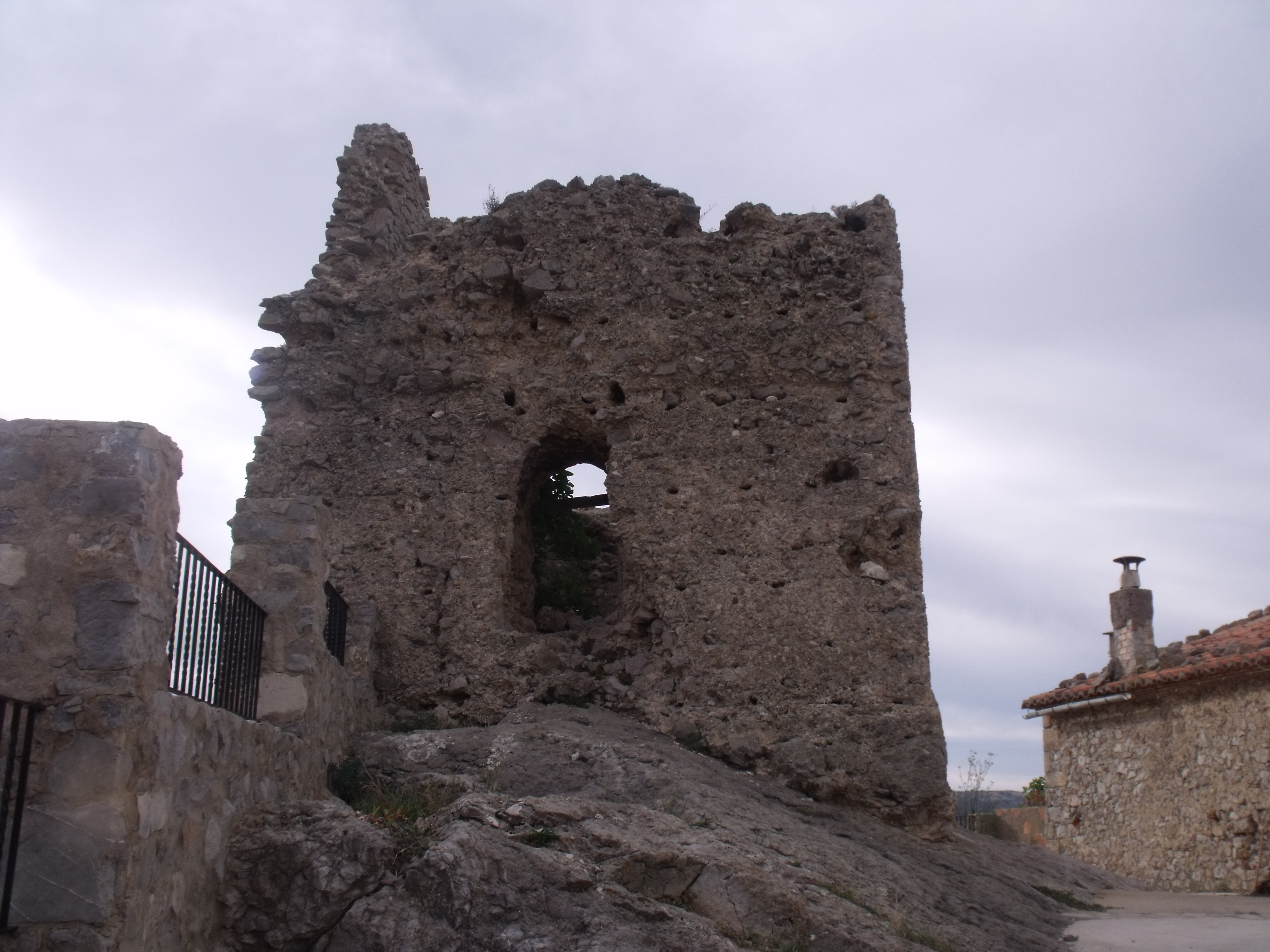
Restos del castillo

## Historia
Chodos, municipio cuyo nombre sugiere un origen mozárabe, aunque de difícil significado, estaba bajo la jurisdicción del Castillo de Alcalatén  el cual se encuentra ubicado en la población de Alcora (en el pico del monte Mont Mirá). La importancia de estas poblaciones aumenta con la conquista cristiana por Jaime I de Aragón, en 1233, ya que tras su conquista, se dio lugar, por decisión del monarca, al señorío de Alcalatén, del que pasaron a formar parte, donándose éste a Ximén de Urrea. Fue el señor feudal quien proporcionó a Chodos Carta Puebla, en el año 1254, a fuero de Aragón, y se supone que es en esa época cuando probablemente se reforzarían las obras de fortificación de la población, la cual ya contaba con un recinto amurallado y un castillo en su punto más alto.
Más tarde, en 1283, se le concederían más privilegios, hecho del que hay documentación acreditativa.
El señorío de l’Alcalatén acabó más tarde en manos de los Condes de Aranda, pero, posteriormente y por matrimonio, el señorío pasó a los duques de Híjar, que lo mantuvieron hasta 1818, siendo actualmente la heredera del título la Duquesa de Alba.

## Descripción
El castillo, que se encuentra ubicado estratégicamente (a unos 1063 metros de altura, en lo alto de la mole en la que se ubica el resto de la población, y sobre un precipicio de 70 metros de altura) en la cuenca alta del río Alcalatén, estaba destinado a la vigilancia y defensa del valle frente a las tierras de Vistabella, para lo cual formaba parte de un sistema de fortificaciones que protegía el valle, impidiendo de ese modo que el paso natural desde las tierras de Aragón (por Mosqueruela) hasta Burriana, quedara sin protección.
Tiene pequeñas dimensiones y actualmente sólo quedan restos de un torreón (el cual presenta planta cuadrada, de tapial) y unas murallas (que aún conservan restos de dos torres, una, que presenta planta redonda, y otra que podría ser cuadrada) en las cuales había una torre-portal, conocida como El Callis, debido a que su planta baja sirve de callizo, o callejuela de acceso al recinto amurallado. El Callis se halla en un extremo de la plaza donde se ubica también el templo parroquial, que se sitúa muy próximo a la torre del castillo.
La torre-portal, el Callis, está construida de mampostería, cuya base conforma un pasadizo con tres arcadas de arcos apuntados fabricados utilizando sillería. De estos tres pasadizos, dos de ellos dan paso a la ciudad y el tercero a lo que constituía el interior del castillo. Se puede afirmar que era la puerta de acceso al recinto amurallado más importante, y su actual estado de conservación es bueno, permitiendo ser utilizada todavía como lugar habitual de paso.
Como ocurría en otros recintos amurallados, en su interior se encontraban los edificios más emblemáticos de la población, tales como el Ayuntamiento, el cual presenta lonja en la planta inferior y algunas viviendas; o la iglesia.